# Eumenes invertitus
Eumenes invertitus är en stekelart som beskrevs av Giordani Soika. Eumenes invertitus ingår i släktet krukmakargetingar, och familjen Eumenidae. Inga underarter finns listade i Catalogue of Life.